# Василиса (българска княгиня)
Василиса е българска княгиня, дъщеря на българския цар Иван Александър и втората му съпруга Теодора-Сара. Нейни пълнокръвни братя и сестри са цар Иван Шишман, княз Иван Асен V, Кера Тамара Българска, Кераца Българска и Десислава. Нейни еднокръвни братя от първия брак на баща ѝ с влашката принцеса Теодора Басараб са княз Михаил IV Асен, цар Иван Срацимир и княз Иван Асен.
Единственото сведение за Василиса се съдържа в Бориловия синодник, който сочи:
| „ | [На] госпожа Десислава и госпожа Василиса, дъщери на великия цар Иван Александър, вечна памет. | “ |

.
Според Иеан Божилов пасажът от Бориловия синодик, който посочва Василиса на последно място след останалите деца на Иван Александър, позволява да се предположи, че тя е най-малката дъщеря на царя. Отхвърляйки предположението на Константин Иречек и Йордан Иванов, че Василиса и Кераца-Мария са една и съща личност, Божилов обяснява липсата на изображение на Василиса сред миниатюрите в Цар Иван-Александровото чевороевангелие с факта, че към момента на неговото създаване Василиса най-вероятно все още не е била родена. Поради тази причина Иван Божилов приема, че тя е била родена след 1355/56 г. и е починала млада.